# 6 Bullets
Six Bullets (Sáu viên đạn) là một bộ phim hành động - võ thuật - tâm lý Mỹ của đạo diễn Ernie Barbarash thực hiện với phần kịch bản của Chad và Evan Law, được phát hành vào năm 2012. Phim có sự tham gia của nam diễn viên võ thuật Jean-Claude Van Damme, con trai và con gái của anh là Kristopher Van Varenberg và Bianca Bree cũng có hai vai nhỏ trong phim.

## Nội dung
Ở Moldova, người lính đánh thuê chuyên nghiệp tên Samson Gaul ập vào sào huyệt của bọn buôn người để giải cứu một cậu bé bị bắt cóc. Anh tạo ra một vụ nổ trong lúc chạy thoát, vô tình giết chết bốn cô bé thiếu niên vô tội. Sau vụ việc này, Samson hối hận và quyết định rửa tay gác kiếm, anh mở tiệm bán thịt sống qua ngày. Hình ảnh những cô bé bị chết cứ luôn ám ảnh Samson.
Sáu tháng sau, một võ sĩ MMA người Mỹ tên Andrew Fayden cùng với vợ anh, Monica, và con gái anh, Becky, đến Moldova để tham dự một giải đấu. Becky bị một tổ chức buôn người bắt cóc. Vợ chồng Fayden nhờ Samson giúp đỡ tìm con gái họ, nhưng Samson mặc cảm tội lỗi ngày trước nên đã từ chối. Selwyn Gaul, con trai của Samson và cũng là nhân viên của Đại sứ quán, thuyết phục Samson giúp đỡ vợ chồng Fayden nhưng không thành công. Andrew lang thang khắp đường phố để tìm Becky, anh có cuộc ẩu đả với bọn côn đồ trong một quán bar và được Samson giải cứu. Samson đồng ý giúp đỡ vợ chồng Fayden. Anh tấn công dinh thự của một ông trùm tội phạm tên Bogdanov để tra khảo hắn. Vlad, một thành viên trong tổ chức buôn người, bày ra một kế làm cảnh sát ngừng tìm kiếm Becky. Cảnh sát sau đó tìm thấy xác một cô bé tóc vàng bị tàn phá kinh khủng bởi axit. Một gã bác sĩ xác nhận cô bé bị chết có cùng DNA với vợ chồng Fayden. Vợ chồng Fayden đau khổ tin rằng Becky đã chết, Samson cũng đau khổ vì một lần nữa anh không cứu được người vô tội. Tuy nhiên Samson nhận ra Becky đeo vòng bên tay phải trong khi xác chết kia lại đeo vòng bên tay trái, có nghĩa là bọn buôn người đã bắt một cô bé khác chết thay cho Becky. Bogdanov và đám thuộc hạ của hắn đến nhà Samson để trừng trị anh, nhưng anh và Selwyn đã giết hết chúng.
Hai bố con Samson ra sân bay để thuyết phục vợ chồng Fayden ở lại. Họ bắt giữ và tra khảo gã bác sĩ, gã đành phải khai ra rằng gã đã nhận tiền của Stelu - một quan chức của chính phủ có hợp tác với bọn buôn người - để nói sai sự thật. Samson cho vợ chồng Fayden ẩn náu trong một nhà an toàn. Becky hiện giờ đang bị nhốt trong một nhà tù bị bỏ hoang gần biên giới Ukraina. Cô bé lấy điện thoại gọi cho bố mẹ, hướng dẫn họ sử dụng máy tính xách tay của mình xác định vị trí, nhờ vậy vợ chồng Fayden biết được cô bé đang ở nhà tù. Hai bố con Samson và vợ chồng Fayden liền đến nhà tù. Vợ chồng Fayden suýt bị bọn côn đồ giết nhưng Samson cứu họ kịp thời. Cả ba người tiến vào trong nhà tù, tiêu diệt nhiều tên côn đồ.
Vlad đề nghị trao trả Becky cho vợ chồng Fayden, nhưng thực ra hắn bí mật cho hai tên xạ thủ bắn tỉa chuẩn bị giết vợ chồng Fayden. Samson đã thoát khỏi góc quay của camera quan sát, giết hai tên bắn tỉa. Vlad tức giận cho đám thuộc hạ còn lại truy sát gia đình Fayden, nhưng lực lượng cảnh sát ập đến tiêu diệt chúng. Vlad sau đó bị một cô bé thiếu niên bắn chết, đường dây buôn người bị triệt phá. Hai bố con Samson tạm biệt gia đình Fayden khi họ ra sân bay để về Mỹ. Cuối phim, Samson cải trang thành cha xứ và bắn chết Stelu trong một nhà thờ.

## Diễn viên
- Jean-Claude Van Damme vai Samson Gaul
- Joe Flanigan vai Andrew Fayden
- Anna-Louise Plowman vai Monica Fayden
- Charlotte Beaumont vai Becky Fayden
- Kristopher Van Varenberg vai Selwyn Gaul
- Steve Nicolson vai Thanh tra Kvitko
- Uriel Emil Pollack vai Vlad
- Louis Dempsey vai Stelu
- Mark Lewis vai Bogdanov
- Bianca Bree vai Amalia
- Celesta Hodge vai Fiona